# Przestrzeń przygardłowa
Przestrzeń przygardłowa (łac. spatium parapharyngeum) – w anatomii człowieka obszar w kształcie odwróconej piramidy, której podstawę stanowi podstawa czaszki, a wierzchołek róg większy kości gnykowej. 
Przestrzeń przygardłowa ograniczona jest następującymi strukturami:
- przyśrodkowo – boczna ściana gardła
- od boku – płat głęboki ślinianki przyusznej i gałąź żuchwy
- od przodu – mięsień skrzydłowy przyśrodkowy i gałąź żuchwy
- od tyłu – blaszka przedkręgowa powięzi szyjnej
- od góry – blaszka przyśrodkowa wyrostka skrzydłowatego kości klinowej  i grzebień kości klinowej oraz fragment kości skroniowej
- od dołu – przyczep rozcięgna mięśnia dwubrzuścowego na rogu większym kości gnykowej. Dalej ku dołowi łączy się ze śródpiersiem tylnym.

W przestrzeni tej znajduje się wyrostek rylcowaty kości skroniowej, który dzieli ją umownie na dwie części: część przedrylcową (przednią) i część zarylcową (tylną), zwaną również przez niektórych przestrzenią tętnicy szyjnej (ang. carotid space). Obie części podzielone są przez powięź, która rozciąga się od wyrostka rylcowatego do mięśnia napinacza podniebienia miękkiego.
Przestrzeń przygardłowa wypełniona jest luźną tkanką łączną i tkanką tłuszczową.
W części przedrylcowej położone są mięśnie i więzadła przyczepiające się do wyrostka rylcowatego (bukiet Riolana). W części zarylcowej przebiegają tętnica szyjna wewnętrzna, żyła szyjna wewnętrzna, nerw językowo-gardłowy, nerw błędny, nerw dodatkowy, nerw podjęzykowy, pień współczulny oraz węzły chłonne szyjne głębokie.
Węzły chłonne przestrzeni przygardłowej zbierają chłonkę z zatok przynosowych, jamy ustnej, części ustnej gardła i częściowo z gruczołu tarczowego. Układ chłonny przestrzeni przygardłowej ma połączenia z układem chłonnym przestrzeni zagardłowej oraz z układem chłonnym wzdłuż żyły szyjnej wewnętrznej. 
Przestrzeń przygardłowa może być miejscem rozwoju guzów (guzy przestrzeni przygardłowej), które nierzadko z powodu występowania wielu ważnych struktur anatomicznych stanowią wyzwanie dla chirurga operującego w tym obszarze.